# Onthophagus furcicollis
Onthophagus furcicollis là một loài bọ cánh cứng trong họ Bọ hung (Scarabaeidae).